# Grzyby wypaleniskowe

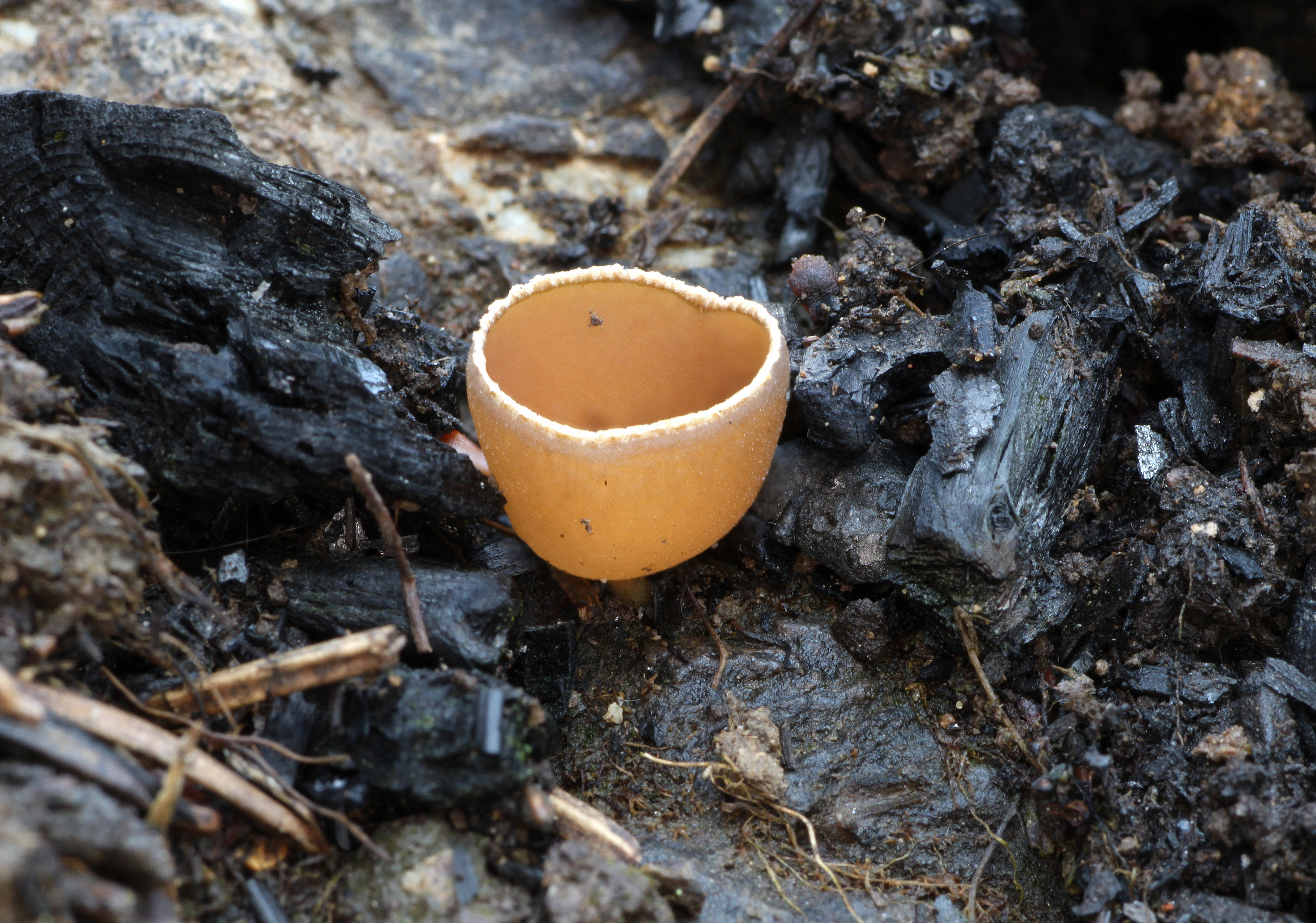
Garstnica wypaleniskowa

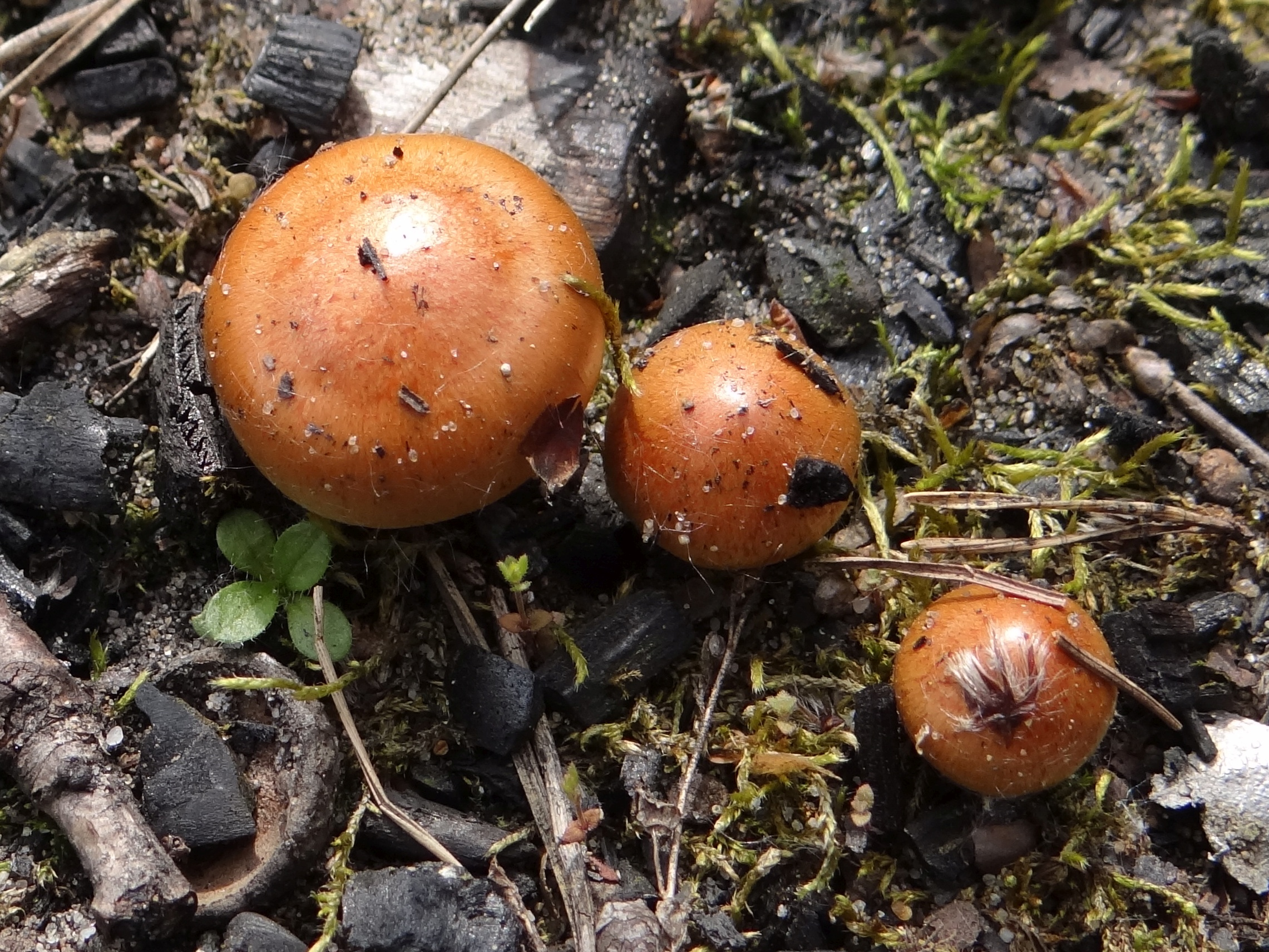
Łuskwiak wypaleniskowy

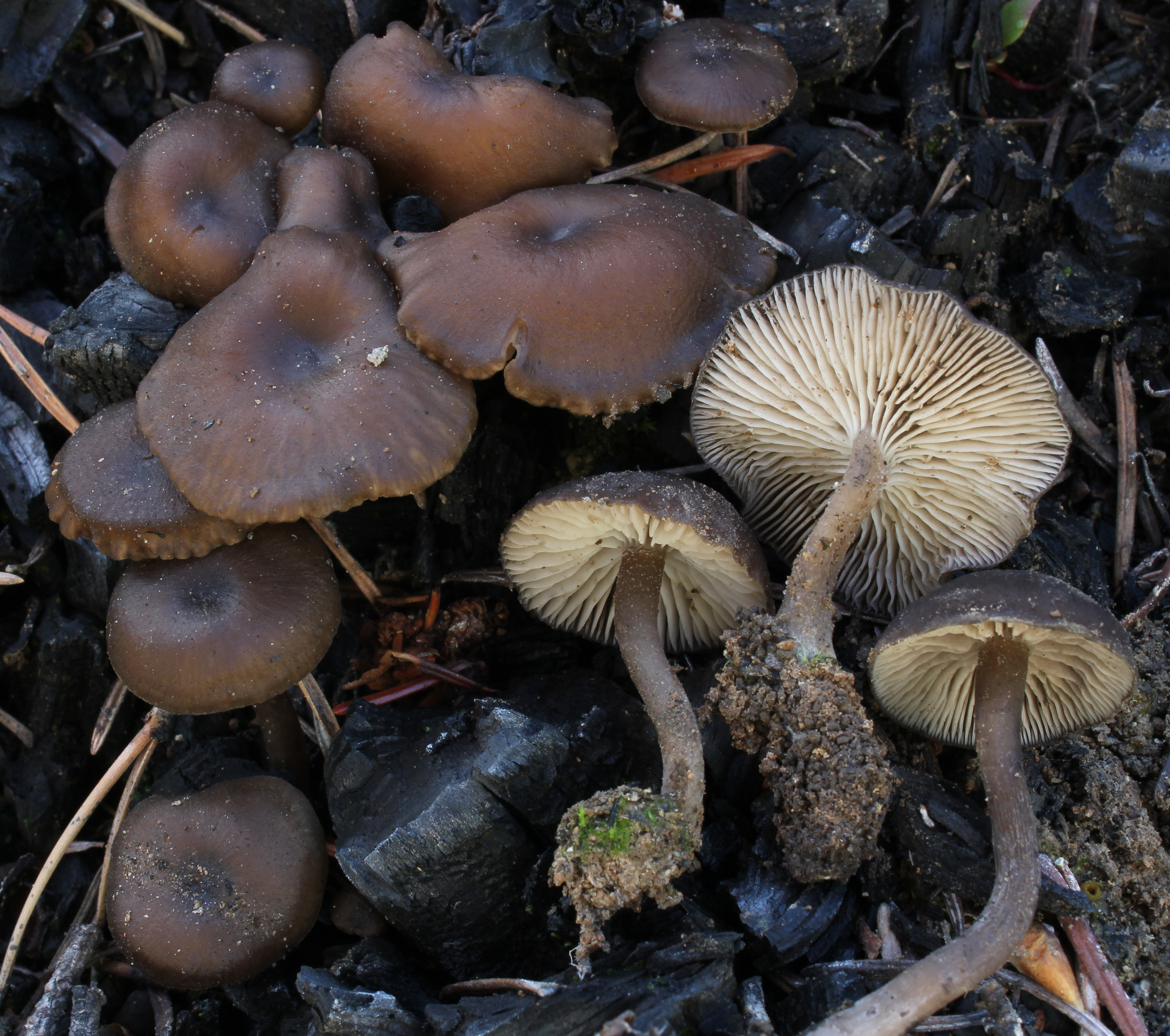
Popielatek węglolubny

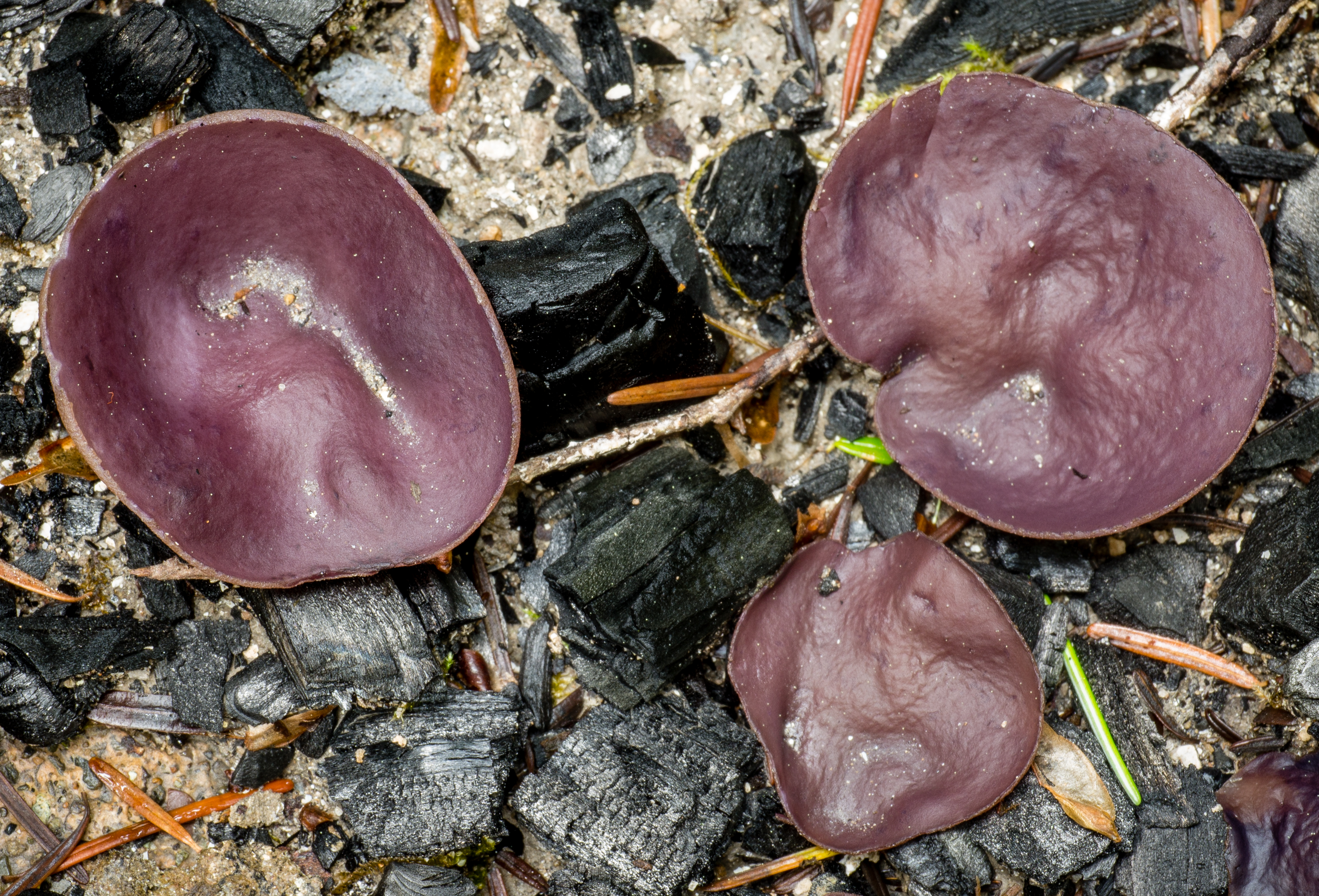
Kustrzebka przeoczana

Grzyby wypaleniskowe, grzyby węglolubne, grzyby antrakofilne, grzyby pirofilne, grzyby karbolubne (ang. pyrophilous fungi, fire fungi) – grzyby występujące tylko na spalonych obszarach lub przynajmniej mające silną preferencję dla spalonych obszarów, a także grzyby, które dobrze radzą sobie na niespalonych obszarach, ale pożary w dużym stopniu przyczyniają się do ich rozwoju.

## Sukcesja ekologiczna na wypaleniskach
Przepalona i bogata w węgiel drzewny ziemia na pogorzeliskach i w miejscach po ogniskach stanowi mikrośrodowisko sprzyjające rozwojowi grupy grzybów wypaleniskowych. Są one przykładem na sukcesję ekologiczną, czyli następstwo zespołów organizmów w zmieniających się warunkach środowiska. Należą do grupy gatunków wysoko wyspecjalizowanych, przystosowanych do silnie alkalicznego środowiska. Rozwój tych grzybów zależy od wieku wypaleniska i intensywności wypalenia podłoża. Zazwyczaj na wypalenisku jako pionierzy najwcześniej pojawiają się workowce garstnica wypaleniskowa (Geopyxis carbonaria) i kustrzebka fioletowawa (Geoscypha violacea). Po pewnym czasie wypalenisko zarastają wątrobowce (głównie porostnica wielokształtna Marchantia polymorpha), mchy (np. skrętek wilgociomierczy Funaria hygrometrica) i naczyniowe rośliny ruderalne. Po wycofaniu się workowców pojawiają się na nich wypaleniskowe podstawczaki, np. łuskwiak wypaleniskowy Pholiota highlandensis, popielatek węglolubny Tephrocybe anthracophila i purchawka czarniawa Lycoperdon nigrescens. W Polsce wypaleniska leśne zarastają zazwyczaj po 3 latach. Zdarza się, że grzyby z gatunków, które wytwarzają owocniki tuż po roztopach lub opadach, robią to również w ciągu tygodnia czy dwóch po pożarach.
Chociaż pożar powoduje dramatyczną zmianę w składzie chemicznym gleby, zwiększa ilość jej składników odżywczych i zmienia skład mikroorganizmów, nowy stan nie utrzymuje się długo. Różne rośliny, zwierzęta i grzyby ponownie kolonizują ten obszar, a ci, którzy przeżyją, powrócą do normalnego życia i możliwie najlepiej przystosują się do nowych warunków. Po jakimś czasie cechy gleby zmienione przez pożar ulegają zmianie i z tego powodu po kilku latach grzyby wypaleniskowe zostają wyparte przez inne gatunki lepiej dostosowane do nowych warunków.
Innym miejscem występowania niektórych grzybów wypaleniskowych jest gleba sterylizowana parą (zabieg ten stosuje się przy uprawach pod osłonami do dezynfekcji gleby).

## Wpływ pożarów na rozwój grzybów
Jednym ze skutków ognia (lub ogólnie ciepła) jest stymulowanie kiełkowania zarodników wielu grzybów, w tym gatunków z rodzaju Anthracobia. Ciepło ognia może również powodować kiełkowanie zarodników różnych uśpionych w glebie grzybów koprofilnych.
Pożary lasów stymulują u niektórych gatunków grzybów tworzenie sklerocjów i owocników. W Australii przykładem jest Laccocephalum mylittae.
Ogrzewanie zabija także wiele mikroorganizmów glebowych, które często stanowią konkurencję dla grzybów lub są wobec nich antagonistyczne. Grzyby wypaleniskowe niewątpliwie wykorzystują tę zmniejszoną konkurencję do kolonizacji spalonych obszarów. Występujący na spaleniskach rodzaj Pyronema bardzo szybko jest w stanie szybko kolonizować duże obszary. Często po pożarach lasów obserwuje się masowy wysyp grzybów Pyronema na pogorzelisku. Poszczególne owocniki mają zaledwie około milimetra średnicy, ale pojawiają się w takiej obfitości, że zlewają się, tworząc różowo-pomarańczowe dywany na spalonej ziemi.
Doświadczenie przeprowadzone na jednym z gatunków Pyronema wykazało, że grzyb ten z łatwością wytwarza owocniki, jeśli zarodniki zostaną dodane do próbki wysterylizowanej gleby w tym samym czasie lub przed dodaniem próbki niesterylnej gleby. Jednakże jeśli do wysterylizowanej gleby dodano niesterylną glebę na trzy dni przed dodaniem zarodników Pyronema, nie wytworzyły się żadne owocniki. W pierwszym przypadku Pyronema albo zyskuje przewagę, albo szybko rosnąca grzybnia może wyrosnąć przed wszystkimi atakującymi konkurentami z niesterylizowanej gleby. Grzybnia Pyronema słabo sobie radzi, lub w ogóle nie rozwija się, gdy w glebie są jej konkurenci.
Pożary zmieniają również skład chemiczny gleby, popiół zwiększa zasadowość, a różne badania wykazały, że niektóre grzyby wypaleniskowe reagują przede wszystkim na zwiększoną zasadowość, a nie na sam ogień. Grzyby takie można spotkać także w siedliskach zasadowych, np. na terenach, gdzie składowano zaprawę budowlaną lub tynk. Przykładem grzyba wypaleniskowego występującego na tynku jest Pyronema domesticum.

## Znaczenie grzybów wypaleniskowych
Odnowa lasu po pożarze to złożony proces, w którym bierze udział wiele organizmów, w tym grzybów. Grzyby wypaleniskowe są wśród organizmów żywych pionierami w odnawianiu się miejsc po pożarach lasów i ogniskach. Często pojawiają się na wypalenisku już po kilku tygodniach i znacząco wpływają na regenerację gleby. Badania przeprowadzone na 3 gatunkach grzybów wypaleniskowych: garstnica wypaleniskowa, Pyronema omphalodes i Morchella septimelata wykazały, że zwiększyły one agregację gleby już po 10 dniach i wzrost ten utrzymywał się przez następne dni. Na miejscach opanowanych przez ich grzybnię gleba była do 30% bardziej zagregowana, gdyż silnie rozwinięta grzybnia przerasta powierzchniową warstwę wypalonej gleby, scalając jej cząsteczki. Oznacza to, że grzyby te odgrywają rolę w ograniczaniu erozji gleby i zwiększaniu jej wilgotności wkrótce po pożarze. Grzyby wypaleniskowe rozkładają również zwęglony materiał, pochłaniają węgiel i wychwytują przejściowe impulsy azotu po pożarze. Ta często pomijana grupa grzybów może mieć kluczowe znaczenie dla poprawy warunków regeneracji roślin po pożarze lasu na wczesnym etapie regeneracji. W pierwszych latach po pożarze przejmują rolę, jaką przed pożarem pełniły grzyby mykoryzowe.